# Reichstagswahlkreis Großherzogtum Sachsen-Weimar-Eisenach 3

Die Wahlkreisaufteilung des Deutschen Reichs.

Der Reichstagswahlkreis Großherzogtum Sachsen-Weimar-Eisenach 3 (in der reichsweiten Durchnummerierung auch Reichstagswahlkreis 356; auch Reichstagswahlkreis Neustadt an der Orla genannt) war der dritte Reichstagswahlkreis für das Großherzogtum Sachsen-Weimar-Eisenach für die Reichstagswahlen im Deutschen Reich und im Norddeutschen Bund von 1867 bis 1918.

## Wahlkreiszuschnitt
Der Wahlkreis umfasste die Amtsgerichtsbezirke Auma, Neustadt an der Orla, Weida, Blankenhain, Jena, die Gemeinden Bergern, Gutendorf, Schoppendorf und Troistedt aus dem Bezirk des Amtsgerichts Weimar, den Gemeinden Eichelborn, Hayn, Klettbach, Meckfeld, Obernissa, Rohda und Schellroda aus dem Bezirk des Amtsgerichts Vieselbach, der Gemeinde Bösleben aus dem Bezirk des Amtsgerichts Ilmenau und den Gemeinden Goß-Heringen, Hainichen, Hermstedt, Kösnitz, Lachstedt, Pfuhlsborn, Stiebritz, Stobra, Wormstedt und Zimmer aus dem Bezirk des Amtsgerichts Apolda.
| Jahr | Einwohner |
| ---- | --------- |
| 1890 | 104.584   |
| 1895 | 109.520   |
| 1900 | 118.786   |
| 1905 | 129.275   |
| 1910 | 142.651   |

|      | Landwirtschaft | Industrie und Gewerbe | Handel und Dienstleistungen |
| ---- | -------------- | --------------------- | --------------------------- |
| 1895 | 48,1           | 35,2                  | 16,7                        |
| 1907 | 37,8           | 43,2                  | 19,1                        |

|      | Evangelisch | Katholisch |
| ---- | ----------- | ---------- |
| 1890 | 98,8        | 1,0        |
| 1905 | 97,0        | 2,5        |
| 1910 | 95,8        | 3,3        |

## Abgeordnete
| Wahl                                        | Abgeordneter                    | Partei               | Bild |
| ------------------------------------------- | ------------------------------- | -------------------- | ---- |
| Reichstagswahl Februar 1867 bis August 1867 | Christian Bernhard von Watzdorf | fraktionslos liberal |      |
| Reichstagswahl August 1867 bis 1874         | Wilhelm Genast                  | NLP                  | 0    |
| Reichstagswahl 1874 bis 1877                | Wilhelm Adolf Schmidt           | NLP                  |      |
| Reichstagswahl 1877 bis 1878                | Carl Slevogt                    | NLP                  | 0    |
| Reichstagswahl 1878 bis 1881                | Rudolph von Delbrück            | Unabh. Liberaler     |      |
| Reichstagswahl 1881 bis 1890                | Georg Meyer                     | NLP                  |      |
| Reichstagswahl 1890 bis 1893                | Friedrich Wisser                | unbestimmt liberal   | 0    |
| Reichstagswahl 1893 bis 1898                | Richard Walter                  | NLP                  | 0    |
| Reichstagswahl 1898 bis 1903                | Ernst Bassermann                | NLP                  |      |
| Reichstagswahl 1903 bis 1912                | Paul Lehmann                    | NLP                  | 0    |
| Reichstagswahl 1912 bis 1918                | Paul Leutert                    | SPD                  |      |

## Wahlen

### 1867 (Februar)
Es fand nur ein Wahlgang statt. Die Zahl der gültigen Stimmen betrug 11.806.
| Kandidat                        | Partei    | Stimmen | in % | Anmerkungen |
| ------------------------------- | --------- | ------- | ---- | ----------- |
| Christian Bernhard von Watzdorf | bkF (Lib) | 10.714  | 0    | 0           |

### 1867 (August)
Es fand nur ein Wahlgang statt. Die Zahl der gültigen Stimmen betrug 8217.
| Kandidat       | Partei | Stimmen | in % | Anmerkungen |
| -------------- | ------ | ------- | ---- | ----------- |
| Wilhelm Genast | NLP    | 4649    | 0    | 0           |

### 1871
Es fand ein Wahlgang statt. 21.006 Männer waren wahlberechtigt. Die Zahl der abgegebenen Stimmen betrug 9903, 42 Stimmen waren ungültig. Die Wahlbeteiligung betrug 47,3 %.
| Kandidat                 | Partei | Stimmen | in % | Anmerkungen |
| ------------------------ | ------ | ------- | ---- | ----------- |
| Wilhelm Genast           | NLP    | 5665    | 0    | 0           |
| Bezirkskommissar Siefert | NLP    | 3711    | 0    | 0           |
|                          | V      | 64      | 0    | 0           |
|                          | S      | 441     | 0    | 0           |
|                          | NLP    | 42      | 0    | 0           |

### Ersatzwahl 1872
Wilhelm Genast legte sein Mandat am 1. Juli 1872 wegen der Ernennung zum vortragenden Rat im Ministerium des Inneren nieder. Am 18. November 1872 fand die Nachwahl statt.
Es fand ein Wahlgang statt. Die Zahl der abgegebenen Stimmen betrug 8502.
| Kandidat           | Partei   | Stimmen | in % | Anmerkungen |
| ------------------ | -------- | ------- | ---- | ----------- |
| Wilhelm Genast     | NLP      | 5323    | 0    | 0           |
| Wilhelm Liebknecht | S (Eis)  | 816     | 0    | 0           |
| 0                  | Sonstige | 54      | 0    | 0           |

### 1874
Es fand ein Wahlgang statt. 21.435 Männer waren wahlberechtigt. Die Zahl der abgegebenen Stimmen betrug 10.938, 51 Stimmen waren ungültig. Die Wahlbeteiligung betrug 51 %.
| Kandidat              | Partei   | Stimmen | in % | Anmerkungen |
| --------------------- | -------- | ------- | ---- | ----------- |
| Wilhelm Adolf Schmidt | NLP      | 8175    | 0    | 0           |
| Reichelt              | S (Eis)  | 1512    | 0    | 0           |
| 0                     | Sonstige | 23      | 0    | 0           |

### 1877
Es fand ein Wahlgang statt. 21.731 Männer waren wahlberechtigt. Die Zahl der abgegebenen Stimmen betrug 13.295, 65 Stimmen waren ungültig. Die Wahlbeteiligung betrug 61,5 %.
| Kandidat         | Partei   | Stimmen | in % | Anmerkungen |
| ---------------- | -------- | ------- | ---- | ----------- |
| Carl Slevogt     | NLP      | 8467    | 0    | 0           |
| Geheimrat Müller | DRP      | 3728    | 0    | 0           |
| Motteler         | S        | 1052    | 0    | 0           |
| 0                | Sonstige | 48      | 0    | 0           |

### 1878
Es fand ein Wahlgang statt. 22.325 Männer waren wahlberechtigt. Die Zahl der abgegebenen Stimmen betrug 13.768, 44 Stimmen waren ungültig. Die Wahlbeteiligung betrug 61,9 %.
| Kandidat             | Partei    | Stimmen | in % | Anmerkungen |
| -------------------- | --------- | ------- | ---- | ----------- |
| Rudolph von Delbrück | bkF (Lib) | 7245    | 0    | 0           |
| Schwabe              | Kons      | 6502    | 0    | 0           |
| 0                    | Sonstige  | 21      | 0    | 0           |

### 1881
Es fand ein Wahlgang statt. 22.102 Männer waren wahlberechtigt. Die Zahl der abgegebenen Stimmen betrug 12.181, 39 Stimmen waren ungültig. Die Wahlbeteiligung betrug 55,3 %.
| Kandidat                   | Partei   | Stimmen | in % | Anmerkungen |
| -------------------------- | -------- | ------- | ---- | ----------- |
| Georg Meyer                | NLP      | 6384    | 0    | 0           |
| von Helldorf (-Drakendorf) | Kons     | 3540    | 0    | 0           |
| Schwabe                    | Kons     | 2012    | 0    | Fabrikant   |
| Karl Gossler gen. Brättor  | S        | 239     | 0    | 0           |
| 0                          | Sonstige | 6       | 0    | 0           |

### 1884
Es fanden zwei Wahlgänge statt. 22.209 Männer waren wahlberechtigt. Die Zahl der abgegebenen Stimmen betrug im ersten Wahlgang 11.223, 43 Stimmen waren ungültig. Die Wahlbeteiligung betrug 50,7 %.
| Kandidat    | Partei   | Stimmen | in % | Anmerkungen |
| ----------- | -------- | ------- | ---- | ----------- |
|             | RP       | 4644    | 0    | 0           |
| Georg Meyer | NLP      | 4758    | 0    | 0           |
|             | F        | 866     | 0    | 0           |
|             | F        | 34      | 0    | 0           |
|             | S        | 895     | 0    | 0           |
| 0           | Sonstige | 26      | 0    | 0           |

Die Zahl der abgegebenen Stimmen betrug in der Stichwahl 13.630, 40 Stimmen waren ungültig. Die Wahlbeteiligung betrug 61,6 %.
| Kandidat    | Partei | Stimmen | in % | Anmerkungen |
| ----------- | ------ | ------- | ---- | ----------- |
|             | RP     | 6343    | 0    | 0           |
| Georg Meyer | NLP    | 7286    | 0    | 0           |

### 1887
Es fand ein Wahlgang statt. 23.209 Männer waren wahlberechtigt. Die Zahl der abgegebenen Stimmen betrug 16.894, 38 Stimmen waren ungültig. Die Wahlbeteiligung betrug 73,0 %.
| Kandidat    | Partei   | Stimmen | in % | Anmerkungen |
| ----------- | -------- | ------- | ---- | ----------- |
| Georg Meyer | NLP      | 14.757  | 0    | 0           |
|             | F        | 1363    | 0    | 0           |
|             | S        | 757     | 0    | 0           |
| 0           | Sonstige | 17      | 0    | 0           |

### 1890
Die Kartellparteien NLP und Konservative stellten den Staatsanwalt Mittenzwey als Kartellkandidaten auf. Der parteilose Landwirt Wisser erklärte, er werde sich keiner Fraktion anschließen, aber meistens mit der DFP stimmen.
Es fanden zwei Wahlgänge statt. Die Zahl der Wahlberechtigten betrug 23.745. Die Zahl der abgegebenen gültigen Stimmen betrug im ersten Wahlgang 17.499, 73 Stimmen waren ungültig. Die Wahlbeteiligung belief sich auf 73,7 %.
| Kandidat         | Partei     | Stimmen | in %   | Anmerkungen               |
| ---------------- | ---------- | ------- | ------ | ------------------------- |
| Mittenzwey       | NLP        | 6769    | 38,9 % | Staatsanwalt aus Eisenach |
| Friedrich Wisser | Unabhängig | 7849    | 45,0 % | 0                         |
| Leutert          | SPD        | 2793    | 16,0 % | 0                         |
| 0                | Sonstige   | 15      | 0,1 %  | 0                         |

In der Stichwahl rief die SPD zur Wahl von Wisser auf.
Die Zahl der abgegebenen gültigen Stimmen betrug in der Stichwahl 18.376, 43 Stimmen waren ungültig. Die Wahlbeteiligung belief sich auf 77,4 %.
| Kandidat         | Partei     | Stimmen | in %   | Anmerkungen |
| ---------------- | ---------- | ------- | ------ | ----------- |
| Mittenzwey       | NLP        | 7995    | 43,6 % | 0           |
| Friedrich Wisser | Unabhängig | 10.338  | 56,4 % | 0           |

### 1893
NLP, Konservative und BdL einigten sich auf Richard Walter. Friedrich Wisser trat erneut an, wurde aber nicht von der FVP unterstützt, da er die Militärvorlage annehmen wollte.
Es fanden zwei Wahlgänge statt. Die Zahl der Wahlberechtigten betrug 24.738. Die Zahl der abgegebenen gültigen Stimmen betrug im ersten Wahlgang 17.608, 40 Stimmen waren ungültig. Die Wahlbeteiligung belief sich auf 71,2 %.
| Kandidat         | Partei   | Stimmen | in %   | Anmerkungen                 |
| ---------------- | -------- | ------- | ------ | --------------------------- |
| Timon Schröter   | DS       | 396     | 2,3 %  | Dr., Institutsdirektor Jena |
| Ernst Harmening  | FVP      | 2213    | 12,3 % | 0                           |
| Friedrich Wisser | FVg      | 2883    | 16,4 % | 0                           |
| Richard Walter   | NLP      | 7336    | 41,8 % | 0                           |
| Paul Leutert     | SPD      | 4733    | 26,9 % | 0                           |
| 0                | Sonstige | 7       | 0,0 %  | 0                           |

Vor der Stichwahl rief die FVP zur Wahl des nationalliberalen Kandidaten auf.
Die Zahl der abgegebenen gültigen Stimmen betrug in der Stichwahl 18.868, 87 Stimmen waren ungültig. Die Wahlbeteiligung belief sich auf 76,3 %.
| Kandidat       | Partei | Stimmen | in %   | Anmerkungen |
| -------------- | ------ | ------- | ------ | ----------- |
| Richard Walter | NLP    | 11.713  | 62,4 % | 0           |
| Paul Leutert   | SPD    | 7068    | 37,6 % | 0           |

### 1898
Erneut wurde der NLP-Kandidat auch von Konservativen und BdL unterstützt.
Es fanden zwei Wahlgänge statt. Die Zahl der Wahlberechtigten betrug 26.376. Die Zahl der abgegebenen gültigen Stimmen betrug im ersten Wahlgang 17.968, 33 Stimmen waren ungültig. Die Wahlbeteiligung belief sich auf 68,1 %.
| Kandidat          | Partei   | Stimmen | in %   | Anmerkungen |
| ----------------- | -------- | ------- | ------ | ----------- |
| Ernst Harmening   | FVP      | 845     | 4,7 %  | 0           |
| Ernst Bassermann  | NLP      | 6784    | 37,8 % | 0           |
| Friedrich Naumann | NS       | 4218    | 23,5 % | 0           |
| Paul Leutert      | SPD      | 6087    | 34,0 % | 0           |
| 0                 | Sonstige | 1       | 0,0 %  | 0           |

Vor der Stichwahl rief die FVP zur Wahl des SPD-Kandidaten auf, die National Soziale Partei hingegen zur Wahl des liberalen Kandidaten.
Die Zahl der abgegebenen gültigen Stimmen betrug in der Stichwahl 19.161, 82 Stimmen waren ungültig. Die Wahlbeteiligung belief sich auf 72,6 %.
| Kandidat         | Partei | Stimmen | in %   | Anmerkungen |
| ---------------- | ------ | ------- | ------ | ----------- |
| Ernst Bassermann | NLP    | 10.406  | 54,5 % | 0           |
| Paul Leutert     | SPD    | 8673    | 45,5 % | 0           |

### 1903
Der NLP-Kandidat wurde von einem breiten Bündnis unterstützt, dass NLP, Konservative, BdL und DS umfasste.
Es fanden zwei Wahlgänge statt. Die Zahl der Wahlberechtigten betrug 28.896. Die Zahl der abgegebenen gültigen Stimmen betrug im ersten Wahlgang 22.552, 89 Stimmen waren ungültig. Die Wahlbeteiligung belief sich auf 78,0 %.
| Kandidat     | Partei   | Stimmen | in %   | Anmerkungen |
| ------------ | -------- | ------- | ------ | ----------- |
| Harmening    | FVP      | 442     | 2,0 %  | 0           |
| Paul Lehmann | NLP      | 7349    | 32,7 % | 0           |
| Damaschke    | NS       | 5304    | 23,6 % | aus Hamburg |
| Paul Leutert | SPD      | 9364    | 41,7 % | 0           |
| 0            | Sonstige | 4       | 0,0 %  | 0           |

Die Zahl der abgegebenen gültigen Stimmen betrug in der Stichwahl 22.334, 214 Stimmen waren ungültig. Die Wahlbeteiligung belief sich auf 80,8 %.
| Kandidat     | Partei | Stimmen | in %   | Anmerkungen |
| ------------ | ------ | ------- | ------ | ----------- |
| Paul Lehmann | NLP    | 11.749  | 50,8 % | 0           |
| Paul Leutert | SPD    | 11-371  | 49,2 % | 0           |

### 1907
Obwohl es auf Landesebene eine Vereinbarung gegeben hatte, dass alle bürgerlichen Parteien im Wahlkreis den NLP-Kandidaten unterstützen sollten, lehnte die FVP dies ab und unterstützte gemeinsam mit der NS Tischendörfer.
Es fanden zwei Wahlgänge statt. Die Zahl der Wahlberechtigten betrug 30.128. Die Zahl der abgegebenen gültigen Stimmen betrug im ersten Wahlgang 26.614, 117 Stimmen waren ungültig. Die Wahlbeteiligung belief sich auf 88,3 %.
| Kandidat                | Partei   | Stimmen | in %   | Anmerkungen         |
| ----------------------- | -------- | ------- | ------ | ------------------- |
| Christian Tischendörfer | FVg      | 5495    | 20,7 % | Lithograf in Berlin |
| Paul Lehmann            | NLP      | 11.564  | 43,7 % | 0                   |
| Paul Leutert            | SPD      | 9429    | 35,6 % | 0                   |
| 0                       | Sonstige | 9       | 0,0 %  | 0                   |

In der Stichwahl rief die FVP zur Wahl des Sozialdemokraten und die NS zur Wahl von Lehmann auf.
Die Zahl der abgegebenen gültigen Stimmen betrug in der Stichwahl 26.732, 270 Stimmen waren ungültig. Die Wahlbeteiligung belief sich auf 88,7 %.
| Kandidat     | Partei | Stimmen | in %   | Anmerkungen |
| ------------ | ------ | ------- | ------ | ----------- |
| Paul Lehmann | NLP    | 15.905  | 60,1 % | 0           |
| Paul Leutert | SPD    | 9429    | 39,9 % | 0           |

### 1912
Die Zusammenarbeit zwischen NLP und Konservativen, die seit 1887 bestand, konnte nicht erneuert werden. Der Kandidat der NLP, Thümmel, war ein Vertreter des linken Flügels der Partei. Konservative und BdL unterstützten daher stattdessen den Kandidaten der DSP.
Es fanden zwei Wahlgänge statt. Die Zahl der Wahlberechtigten betrug 33.958. Die Zahl der abgegebenen gültigen Stimmen betrug im ersten Wahlgang 29.349, 96 Stimmen waren ungültig. Die Wahlbeteiligung belief sich auf 86,4 %.
| Kandidat          | Partei   | Stimmen | in %   | Anmerkungen                             |
| ----------------- | -------- | ------- | ------ | --------------------------------------- |
| August Schauer    | DS       | 6620    | 22,6 % | Amtsrichter in Neustadt an der Orla     |
| Wilhelm Vershofen | FoVP     | 5406    | 18,5 % | 0                                       |
| Thümmel           | NLP      | 4523    | 15,5 % | Professor, Universitätsprediger in Jena |
| Paul Leutert      | SPD      | 12.697  | 43,4 % | 0                                       |
| 0                 | Sonstige | 7       | 0,0 %  | 0                                       |

In der Stichwahl unterstützte die FVP den Kandidaten der SPD.
Die Zahl der abgegebenen gültigen Stimmen betrug in der Stichwahl 29.867, 667 Stimmen waren ungültig. Die Wahlbeteiligung belief sich auf 88,0 %.
| Kandidat     | Partei | Stimmen | in %   | Anmerkungen |
| ------------ | ------ | ------- | ------ | ----------- |
| Schauer      | DS     | 13.720  | 47,0 % | 0           |
| Paul Leutert | SPD    | 15.480  | 53,0 % | 0           |